# سازند قرمز بالایی
سازند قرمز بالایی از سازندهای زمین‌شناسی ایران با سن میوسن در ایران مرکزی است. نام این سازند از سال ۱۳۵۰ به وسیله زمین‌شناسان شرکت ملی نفت ایران رایج شد و نخستین بار در مورد بیرون‌زدگی‌های زیادی که در تپه ماهورهای دشت قم وجود داشت، به کار رفته است. سازند قرمز بالایی شامل لایه‌های ضخیم قرمز رنگ گچ‌دار و نمک‌داری است که در ایران مرکزی و شمال غرب ایران گسترش وسیع داشته و رسوبات سازند قم را می‌پوشانند. این سازند از نظر سنگ‌شناسی، شبیه سازند قرمز زیرین است، بنابراین برای متمایز کردن آن از کلمه بالایی (فوقانی) استفاده می‌شود. اگر چه مقطع نمونه خاصی برابری سازند قرمز بالایی وجود ندارد، ولی این سازند در دشت قم، هم در سطح زمین و هم در مقاطع حفاری به خوبی مطالعه شده است، بنابراین می‌توان آن‌ها را به عنوان مقطع نمونه عمومی در نظر گرفت.
سن سازند قرمز بالایی در ناحیه قم، میوسن میانی تا پایانی است. مرز بالایی این سازند در ایران مرکزی تا کنون معین نشده است و سن آن در مناطق مختلف ممکن است متفاوت باشد. به طور کلی شواهد میدانی نشان می‌دهند که رسوبات سازند قرمز بالایی در محیط قاره‌ای بیابانی و کولابی ته‌نشین شده است.
ضخامت این سازند به ۶۰۰۰ متر می‌رسد و ضخامت لایه‌های تبخیری زیرین در آن نسبتاً زیاد است و لایه‌های متعددی نیز وجود دارد که با رس‌های نمک‌دار و مارن‌های سبز رنگ حالت میان‌لایه‌ای دارد. گسترش سازند قرمز بالایی نشان می‌دهد که بسیاری از تپه‌ماهورهای قرمز رنگی که با رسوبات تبخیری آغشته باشد، جزء این سازند است که در برخی نقاط در زیر رسوبات کویری، آبرفتی یا بادی کواترنر، یا کنگلومرای پلیوسن پنهان مانده است. بسیاری از قنات‌ها یا چاه‌هایی که در این رسوبات حفر شده‌اند، آب شور دارند که عموماً ناشی از شستن املاح این رسوبات است.
نهشته‌های نمکی در گنبدهای نمکی جنوب سمنان و شرق تهران دارای لایه‌های متناوب نمک، ژیپس، رس‌های نمکی سرخ رنگ و مارن‌های سبز می‌باشند که بخش پایینی سازند قرمز بالایی را در کویر بزرگ و ایران مرکزی مشخص می‌کنند.